# Curtis (Washington)
Curtis es un área no incorporada ubicada en el condado de Lewis en el estado estadounidense de Washington.

## Geografía
Curtis se encuentra ubicado en las coordenadas 46°35′13″N 123°6′36″O / 46.58694, -123.11000.